# Gut im Bett
Gut im Bett ist der erste Roman der Autorin Jennifer Weiner und erschien in den Vereinigten Staaten im Jahr 2001. In Deutschland erschien der Roman erstmals 2002. Der Roman handelt von einer übergewichtigen jüdischen Journalistin, ihrem Liebesleben, ihrer Arbeit und den emotional traumatisierenden Geschehnissen mit ihrem Vater.

## Inhalt
Candace (Cannie) Shapiro ist eine intelligente, sarkastische und erfolgreiche Journalistin. Sie schreibt eine regelmäßige Kolumne und lebt in Philadelphia. Cannie verfügt über einen kleinen Kreis von Freunden, zu dem ihre beste Freundin Samantha, ihre anmaßende, aber auch sorgende Mutter und ihr kleiner Rat Terrier Nifkin gehören. Trotzdem leidet Cannie jeden Tag unter ihrem Übergewicht und ihr Freund beendet die seit drei Jahren dauernde Beziehung. Zudem leidet Cannie noch immer darunter, dass ihr Vater die Familie verließ, als sie noch ein Kind war.
Eines Tages liest Cannie einen Artikel ihres Ex-Freundes Bruce in einem Magazin. Er schreibt darin über seine Auffassungen, wie man eine übergewichtige Frau liebt, diese Frau nennt er „C“. Außer sich und verletzt kontaktiert Cannie Bruce in der Hoffnung, Antworten auf den Artikel zu bekommen. Doch sie macht die Sache noch schlimmer, als sie ihre Beherrschung verliert und er ihr entgegnet, dass ihre Beziehung für immer zu Ende sei.
Wenige Wochen später erfährt Cannie, dass Bruces Vater gestorben ist und sie erscheint zur Beerdigung, um ihr Beileid auszudrücken und erhofft sich so möglicherweise wieder in Kontakt mit Bruce zu kommen. Am Abend der Beerdigung haben Cannie und Bruce Sex und Cannie glaubt daran, dass sie und Bruce wieder ein Paar werden könnten. Doch Bruce verletzt sie erneut, als er ihr gesteht, dass er bereits eine andere Frau kennengelernt hat und er und Cannie sich nicht mehr sehen sollten.
Cannie versucht Bruce zu vergessen und beschließt ihr Leben wieder in den Griff zu bekommen. Sie nimmt an einem Diät-Programm teil, genießt ihren Beruf und versucht, das Drehbuch, welches sie geschrieben hat, zu einem Produzenten in Hollywood zu bringen. Während eines Interviews in New York freundet sich Cannie mit der britischen Schauspielerin Maxi Ryder an. Cannie entschließt sich ihr Drehbuch Maxi zu geben.
Sie trifft den Leiter ihres Diät-Programms, Dr. K., und diskutiert mit ihm ihre Stellung im Programm. Doch Dr. K. teilt ihr mit, dass sie nicht für das Programm geeignet ist. Zunächst ist Cannie frustriert darüber, doch Dr. K. teilt ihr mit, dass sie schwanger ist.
Cannie realisiert, dass sie von Bruce schwanger wurde, als sie Sex während der Beerdigung seines Vaters hatten. Sie spielt mit dem Gedanken, das Kind abzutreiben und überlegt, ob sie Bruce von der Schwangerschaft erzählen soll. Schließlich entscheidet sie sich für das Kind und lässt Bruce eine Nachricht zukommen, in der sie ihm von der Schwangerschaft erzählt und ihn fragt, ob er eine aktive Rolle im Leben des Kindes spielen möchte. Da Bruce nicht auf die Nachricht antwortet entscheidet sich Cannie dafür, das Kind alleine zu erziehen.
Die Monate vergehen und Cannie freut sich auf die Geburt ihres Kindes und genießt das Leben in vollen Zügen. Sie versteht sich gut mit ihren Freunden und kommt auch Dr. K. näher, den sie mittlerweile Peter nennt. Maxi berichtet Cannie, dass sie Cannies Drehbuch an Produzenten in Hollywood weiterleiten konnte und diese es gerne produzieren möchten, weshalb Cannie nach Los Angeles fliegt.
Cannie wohnt bei Maxi in Hollywood und begleitet sie zu exklusiven Partys. In Los Angeles trifft sie eines Tages auf ihren Vater Larry, der als Schönheitschirurg arbeitet. Cannie stellt ihn zur Rede und fragt, warum er die Familie  verließ, als sie noch ein Kind war und ihn brauchte. Doch ihr Vater verschwindet ohne eine Antwort. Sie überlegt nach Los Angeles zu ziehen, doch verwirft den Gedanken und kehrt zurück nach Philadelphia.
Zurück in Philadelphia sieht sie Bruce, in Begleitung seiner neuen Freundin, am Flughafen. Sie spricht kurz mit ihm und seiner unfreundlichen Freundin und wird daraufhin von Bruces Freundin auf die Toilette verfolgt. Dort kommt es zu einem kurzen Streit zwischen den beiden Frauen, woraufhin Cannie auf einer Wasserpfütze ausrutscht und sich ihren Bauch am Waschbecken stößt und das Bewusstsein verliert.
Im Krankenhaus wacht sie verwirrt auf und ihre Freunde erzählen ihr, dass alles wieder in Ordnung kommt, sie jedoch keine weiteren Kinder mehr bekommen kann. Auf Grund des Unfalls mussten die Ärzte eine Hysterektomie vornehmen. Ihre neugeborene Tochter Joy wurde vorzeitig auf die Welt geholt und muss noch einige Wochen im Krankenhaus bleiben, ist ansonsten aber unversehrt.
Auf Grund der Vorkommnisse verfällt Cannie in tiefe Depressionen und stößt ihre Familie und Freunde von sich. Sie beginnt immer wieder lange durch die Stadt zu laufen und isst kaum noch etwas, um Gewicht zu verlieren. Während eines langen Spaziergangs durch die Stadt, verläuft sie sich, jedoch findet sie Peters Büro, der sich sofort um sie kümmert. Cannie erkennt wie verantwortungslos sie sich verhält und Peter gesteht ihr, dass er sehr viel für sie empfindet.
Als Joy aus dem Krankenhaus entlassen wird, entscheidet sich Cannie dafür, zu ihrer homosexuellen Mutter und deren Lebensgefährtin zu ziehen. Beide helfen Cannie so gut sie können. Cannie und Peter verabreden sich und sie schließt wieder Frieden mit sich und dem Leben. Sie zieht zurück in ihre Wohnung und Peter fragt sie, ob sie mit ihm zusammen ziehen würde. Schließlich entscheidet sich Cannie dazu, das Magazin aufzusuchen, in dem Bruce seine Kolumne über sie schrieb und stellt sich dort als „C“ vor. Daraufhin bekommt sie Bruces ehemalige Stelle angeboten und schreibt an seiner Stelle ihre eigene Kolumne.

## Hintergrundinformationen
Das Buch weist einige Parallelen zur Autorin Jennifer Weiner auf. Wie Cannies Eltern ließen sich auch Weiners Eltern scheiden, als sie 16 Jahre alt war und ihre Mutter outete sich im Alter von 55 Jahren als homosexuell. Außerdem arbeitete Weiner auch als Journalistin und schrieb Kolumnen.

## Buchausgaben
- Gut im Bett. Aus dem Englischen von Manuela Thurner. Goldmann, 2002. ISBN 978-3442450473